# 相纸
相纸（英語：Photographic paper），也称照相纸、晒相纸、感光纸指覆以化学感光材料用以印制相片的特殊纸张。用以印制数码照相机的相纸不含化学感光材料成为印相纸。

## 简史
自从1824年法国尼埃普斯和1841年英国威廉·福克斯·塔尔博特发明摄影术后，相纸的应用就开始了。时至今日相纸的应用十分普遍。

## 照相纸种类

### 基本构造
相纸分四至五层:
- 纸基的基础是符合一项质量标准的纤维纸基。相纸纸基必须颜色洁白、质地均匀、不易变形。纸基有不同的厚度标准。
- 氧化钡层。相纸纸基上加以薄层氧化钡，用以填充相纸纸基的小缺陷，增加相纸的洁白度。
- 有树脂层的相纸在氧化钡层上多加聚乙烯树脂层，用以阻止冲洗相纸时化学液体进入纸基。没有聚乙烯树脂层的相纸称为纸基相纸，具有聚乙烯树脂层的相纸称为涂塑相纸。
- 感光乳剂层
- 相纸表面保护层。

### 黑白相纸

#### 纸基相纸（FB）
纸基相纸(2)包括一层纸基，有事上覆一层氧化钡以增加相纸的反射率使其更白，感光乳剂涂布其上。
因感光乳剂吸水即膨胀变软，在冲洗过程中易受损伤，部分纸基纸在乳剂层上另涂一层透明的凝胶以保护乳剂。
根據過去美術館典藏和藝術品的經驗，一張處理良好以FB相紙製作的照片，具有極佳的耐久性。曾經有影像保存的研究學者肯定的表示，它所記錄的黑白影像比被攝物本身甚至可以保存更長的時間，估計大約是一百年到三百年。

#### 涂塑相纸（RC）
大部分涂塑相纸都有乳剂保护层

## 相纸的长期保存
任何相纸的寿命都取决于存放环境和冲洗的完善程度。

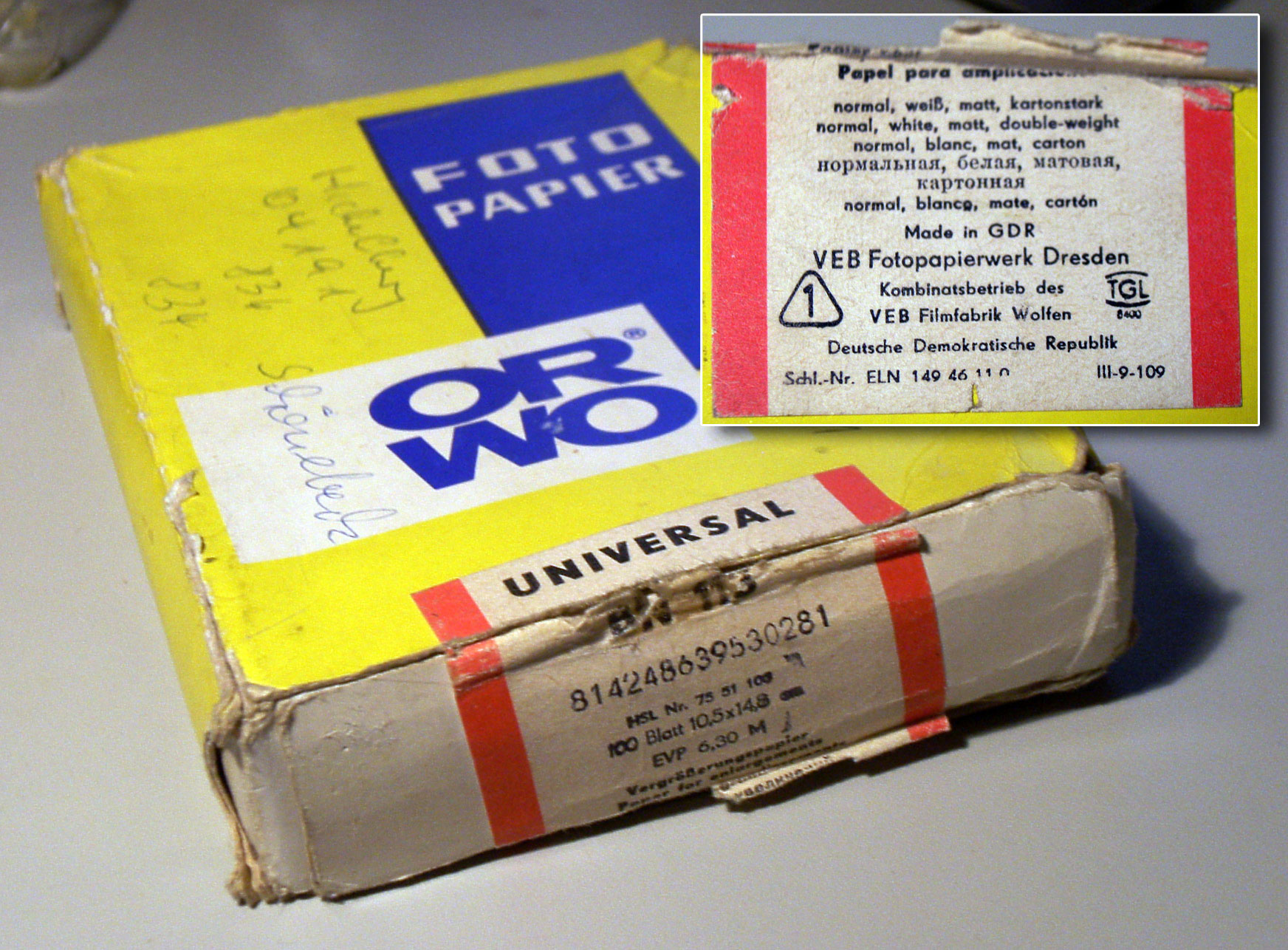
ORWO 相纸包

Fibre-based black-and-white Photographic Paper that has been processed archivally (Archival Processing) is considered archivally "stable" and should last at least 70 years。涂塑相纸因其多层的构造，长期保存易因为不同层次的吸水和受热膨胀率不同造成乳剂层脱落，一般认为寿命不超过40年。 个别特殊的图像工艺，在处理得当的前提下，因其固有的稳定性而比纸基纸具有更加的保存性，例如。

## 外部連結
目前仍然生产传统相纸的厂家：
- Adox （页面存档备份，存于）
- Bergger （页面存档备份，存于）

Efke
- Foma （页面存档备份，存于）

Forte
- Fotospeed （页面存档备份，存于）
- Fuji （页面存档备份，存于）
- Ilford （页面存档备份，存于）
- Kentmere （页面存档备份，存于）
- Maco （页面存档备份，存于）
- Moersch （页面存档备份，存于）

Slavich